# Mai 1992
Acest articol este generat integral pe baza informațiilor din articolul 1992 și este actualizat periodic de un robot.
 Editările făcute în articol vor fi șterse la următoarea actualizare! Dacă doriți să faceți modificări, editați articolul-sursă.

ianuarie -
februarie -
martie -
aprilie -
mai -
iunie -
iulie -
august -
septembrie -
octombrie -
noiembrie -
decembrie
Mai 1992 a fost a cincea lună a anului și a început într-o zi de vineri.

## Evenimente
- 4 mai: Au loc lucrările celei de a 44-a sesiuni a Adunării Parlamentare a Consiliului Europei, la care România participă ca invitat special. Bulgaria primește statutul de membru al Consiliului Europei și se fac pregătiri pentru a i primite cu statut de stat membru pentru Estonia, Letonia și Lituania.
- 23 mai: Cel mai proeminent magistrat italian anti-mafie, Giovanni Falcone, soția și trei bodyguarzi au fost uciși de clanul Corleonesi cu o bombă de o jumătate de tonă lângă Capaci, Sicilia. Prietenul și colegul său, Paolo Borsellino, va fi asasinat după mai puțin de două luni, anul 1992 devenind astfel un punct de cotitură în istoria procurorilor mafiei italiene.
- 28 mai: A fost semnat, la București, Tratatul româno–american pentru încurajarea și protejarea reciprocă a investițiilor.

## Nașteri
- 1 mai: Matěj Vydra, fotbalist ceh
- 4 mai: Risto Radunović, fotbalist muntenegrean
- 4 mai: Ashley Rickards, actriță americană
- 5 mai: Jakub Jugas, fotbalist ceh
- 5 mai: Robert Văduva, fotbalist român
- 6 mai: Byun Baek-hyun, cântăreț sud-coreean
- 6 mai: Takashi Usami, fotbalist japonez
- 6 mai: Andrei-Răzvan Lupu, politician
- 11 mai: Thibaut Courtois, fotbalist belgian
- 12 mai: Nelli Such, handbalistă maghiară
- 14 mai: Iaroslava Burlacenko, handbalistă ucraineană
- 16 mai: Kirstin Maldonado, cântăreață americană
- 18 mai: Fernando Pacheco Flores, fotbalist spaniol
- 19 mai: Heather Watson, jucătoare de tenis britanică
- 19 mai: Lorenc Trashi, fotbalist albanez
- 19 mai: Sam Smith, cantaret
- 20 mai: Dănuț Costinel Ionuț Gugu, fotbalist român
- 21 mai: Hutch Dano, actor american de film
- 21 mai: Shoma Doi, fotbalist japonez
- 22 mai: Chinami Tokunaga, cântăreață japoneză
- 24 mai: Cristian Ganea, fotbalist român
- 24 mai: Dávid Kelemen, fotbalist maghiar
- 28 mai: Marquinhos, fotbalist brazilian
- 28 mai: Gaku Shibasaki, fotbalist japonez
- 31 mai: Mihai Roman, fotbalist român
- 31 mai: Mihai Roman, fotbalist român

## Decese
Erwin Neustädter, 94 ani, scriitor german (n. 1897)
Marlene Dietrich (n. Marie Magdalene Dietrich), 90 ani, actriță și cântăreață germană (n. 1901)
Coloman Váczy, 79 ani, botanist român de etnie maghiară (n. 1913)
Attila Nagy, actor maghiar (n. 1933)
Victoria Mierlescu, 86 ani, actriță română (n. 1905)
Seher Seniz, 44 ani, actriță turcă (n. 1948)
Ion Iancu, medic român (n. 1902)
Iosif „Piți” Varga, fotbalist român (n. 1941)
Giovanni Falcone, 53 ani, magistrat italian (n. 1939)
Ion Bostan, 77 ani, regizor de film, român (n. 1914)
Karl Carstens, 77 ani, politician german (n. 1914)